# Новокаменский сельский совет (Великоалександровский район)
Новокаменский сельский совет (укр. Новокам'янська сільська рада) — входит в состав
Великоалександровского района
Херсонской области
Украины.
Административный центр сельского совета находится в 
с. Новая Каменка.

## История
- 1836 — дата образования.

## Населённые пункты совета
- с. Новая Каменка
- с. Новогригоровка